# Lissonota chelata
Lissonota chelata là một loài tò vò trong họ Ichneumonidae.